# سندنهور (القليوبية)
سندنهور إحدى قرى مركز بنها التابع لمحافظة القليوبية بجمهورية مصر العربية.

## التاريخ
ذكرها علي مبارك في كتابه الخطط التوفيقية، حيث ذكر أنها قرية في مديرية القليوبية بقسم بنها العسل.

## السكان
بلغ عدد سكان سندنهور 8,093 نسمة، حسب الإحصاء الرسمي لعام 2006.